# СХІД-РОК
«СХІД-РОК» — музичний фестиваль, який щорічно проводиться у місті Тростянець (Сумська обл). Уперше пройшов у липні 2013 року. 

## Про фестиваль
Напрямки музики: рок.
Уперше фестиваль пройшов 26-27 липня 2013 року в Тростянець в фортеці XVIII століття Круглий двір. На початку свого існування фортецю використовували як амфітеатр, саме тому музика звучить більш приємно ніж на відкритих фестивальних майданчиках. Взагалі дана архітектурна пам'ятка є головним символом фестивалю і зображена на його логотипі.
Фестиваль «СХІД-РОК» організовує Тростянецька міська рада. Головним організатором є безпосередньо міський голова Юрій Бова

## Учасники

### 2013
26-27 липня. Фортеця «Круглий двір», Тростянець, Сумська область.
Перший день: С.К.А.Й.,  O.Torvald, NoFacez, We Are!!, The Vips,Гапочка, Дороги Меняют Цвет,  Крик душі,  Dk.Dance, Stereoplen
Другий день: Ляпис Трубецкой, Mushmellow, Етсетера, Фіолет, Кімната Гретхен, KISLOROD, 40 Ерідана, Simple Pimple, Amusant Antenna

### 2014
23-24 серпня. Фортеця «Круглий двір», Тростянець, Сумська область.
Перший день: Тартак, Антитіла, Fontaliza, Фіолет, Масса Причин, Барахта, 40 Ерідана, Ласковые усы, Вишес
Другий день: Бумбокс, O.Torvald, ТНМК, The Vips, Дороги Меняют Цвет, Етсетера, 7 DIALS MISTERY (Austria), Люмьер, Без обмежень, Восьмий день

### 2015
22-23 серпня. Фортеця «Круглий двір», Тростянець, Сумська область.

#### Головна сцена
Перший день: Dance party. Dance! Dance!, 40 Ерідана, Гражданин Топинамбур, Ласковые Усы, Bahroma, Фіолет, The Hardkiss, ВВ
Другий день: Інше Небо, On Level, Sinoptik, Fontaliza, MadCraft (Finland), Роллікс, O.Torvald, Brutto

#### Мала сцена
Перший день: Колос(Фіолет), OSTRIV, NRavitsa Planet, Dk.Dance,Гражданин Топинамбур
Другий день: 2.5.5, ВИА "Остров Добрых Надежд", Simple Pimple, MadCraft (Finland), Fontaliza(acoustic)

### 2016
27-28 серпня. Фортеця «Круглий двір», Тростянець, Сумська область.

#### Головна сцена
Our Last Night (USA), The HARDKISS, Скрябін, O.Torvald, Роллік'с, Ричи Колючий (Ramstein tribute), Uberyou (Switzerland), Fire Next Time (Canada), Cherry-merry, Біла Вежа, Люм'єр, Натоліч, Масса Причин, Be my guest, The Beatchess

#### Мала сцена
Гражданин топинамбур, Arlett, Кімната Гретхен, Freddy Marx Street, Руки в брюки, Shamrocks, Franko, vetka

### 2022
9-18 травня. Віртуальна сцена за підтримки «Аврора Мультимаркет» та «АТБ-Маркет». Зібрано 191 100 грн благодійної допомоги для жителів Тростянця, постраждалого від російського вторгнення в Україну.
The HARDKISS, Антитіла, Без Обмежень, Воплі Відоплясова, Олександр Положинський, Pianoбой, Скрябін, Фіолет, Bahroma, Сергій Бабкін та ін.